# Jonathan Lear
Jonathan David Lear (* 9. Oktober 1948 in New York City, Vereinigte Staaten) ist ein US-amerikanischer Philosoph, Psychoanalytiker und Hochschullehrer.

## Werdegang
Jonathan Lear schloss 1970 ein Bachelorstudium der Geschichtswissenschaft an der Yale University ab. 1973 folgte ein Bachelorabschluss in Philosophie an der University of Cambridge. Anschließend promovierte er 1978 bei Saul Kripke an der Rockefeller University in Philosophie über Logik bei Aristoteles zum Ph.D. 1995 beendete er seine Ausbildung zum Psychoanalytiker beim Western New England Institute for Psychoanalysis.
1978 wurde Lear Assistenzprofessor in Yale, im Folgejahr wechselte er nach Cambridge. 1985 ging er als assoziierter Professor zurück nach Yale. 1986 wurde er ebenda ordentlicher Professor. 1995 wurde er in Yale auf die Kingman-Brewster-Professur berufen. Im Folgejahr wurde Lear schließlich auf den John-U.-Nef-Lehrstuhl an die University of Chicago berufen. Zugleich wurde er Mitglied des dortigen Committee on Social Thought. Von 2014 bis 2022 war er Roman Family Director des Chicagoer Neubauer Collegium for Culture and Society. 2017 wurde Lear zum Mitglied der American Academy of Arts and Sciences gewählt.
Zu Lears Forschungsschwerpunkten gehören philosophische Theorien zur Psyche, die Philosophie der Psychoanalyse, Søren Kierkegaard, die Philosophie der Antike (Aristoteles) und die Ethik.

## Veröffentlichungen (Auswahl)
- Aristotle and Logical Theory. Cambridge Univ. Pr., Cambridge u. a. 1980, ISBN 978-0-521-23031-5.
- Aristotle. The Desire to Understand. Cambridge Univ. Pr., Cambridge u. a. 1988, ISBN 978-0-511-57061-2.
- Love and Its Place in Nature. A Philosophical Interpretation of Freudian Psychoanalysis. Farrar Straus & Giroux, New York 1990, ISBN 978-0-374-19236-5.
- Open Minded. Working Out the Logic of the Soul. Harvard Univ. Pr., Cambridge, Mass. 1998, ISBN 978-0-674-45533-7.
- Happiness, Death, and the Remainder of Life. Harvard Univ. Pr., Cambridge, Mass. 2000, ISBN 978-0-674-00329-3.
- Therapeutic Action. An Earnest Plea for Irony. Routledge, New York/London 2003, ISBN 978-1-855-75994-7.
- Freud. Routledge, New York/London 2005, ISBN 978-0-415-31451-0.
- Radical Hope. Ethics in the Face of Cultural Devastation. Harvard Univ. Pr., Cambridge, Mass. 2006, ISBN 978-0-674-02329-1.
  - dt. Übers.: Radikale Hoffnung. Ethik im Angesicht kultureller Zerstörung. Suhrkamp, Berlin 2020, ISBN 978-3-518-58759-1.
- A Case for Irony. Harvard Univ. Pr., Cambridge, Mass. 2011, ISBN 978-0-674-06145-3.
- Wisdom Won From Illness. Essays in Philosophy and Psychoanalysis. Harvard Univ. Pr., Cambridge, Mass. 2017, ISBN 978-0-674-96784-7.
- The Idea of a Philosophical Anthropology. The Spinoza Lectures. Van Gorcum, Assen 2017, ISBN 978-9-023-25558-1.
- Imagining the End. Mourning and Ethical Life. Harvard Univ. Pr., Cambridge, Mass. 2022, ISBN 978-0-674-27259-0.